# Quern

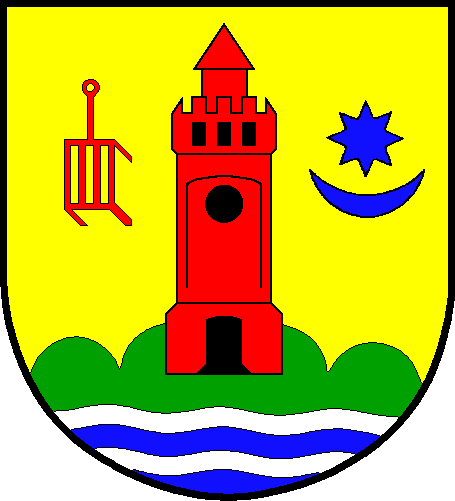
Wapen van Quern

Quern (Deens: Kværn) was een Duitse gemeente in de deelstaat Sleeswijk-Holstein. De gemeente bestond uit de plaatsen Elkier (Ellekær), Friedrichstal (Frederiksdal), Fuchsgraben (Rævegrav), Gräfsholz (Grøftsholt), Groß-Quern, Hattlundmoor, Kalleby, Kleinquern, Mühlendamm (Mølledam), Neukirchen (Nykirke), Nübel (Nybøl), Nübelfeld, Nübelmoor, Philipstal, Quern-Dingholz (Kværn Tingskov), Quernholz, Rodeheck (Rødeled), Roikier (Røjkær), Scheersberg (Skærsbjerg), Schiol (Skjold), Tiefengruft en Wolfsbrück. Op 1 maart 2013 fuseerde Quern met Steinbergkirche tot de nieuwe gemeente Steinbergkirche. Op 31 december 2011 telde de gemeente 1289 inwoners.